# پایگاه اطلاعات کتابشناختی
"پایگاه داده های کتابشناختی" یک پایگاه اطلاعاتی از رکوردهای کتابشناختی، مجموعه های دیجیتال سازمان یافته ارجاع به ادبیات منتشر شده است، که از جمله می توان به مجله و روزنامه مقالات، کنفرانس، گزارش ها، دولت ها و نشریات قانونی، ثبت اختراعات، کتاب، و غیره اشاره کرد. در مقابل ورودی های فهرست کتابخانه، بخش بزرگی از رکوردهای کتابشناختی در پایگاه داده های کتابشناختی تجزیه و تحلیل می گردند. و آنها به طور کل شامل توصیف موضوع بسیار غنی در شکلی از کلمات کلیدی، شرایط طبقه بندی موضوعی، یا خلاصه اند.
پایگاه داده های کتابشناختی ممکن است به طور کلی در محدوده یا پوشش یک رشته دانشگاهی خاص باشد. تعداد قابل توجهی از پایگاه داده های کتابشناختی هنوز هم اختصاصی، با توافق صدور مجوز از فروشندگان، یا به طور مستقیم از خدمات نمایه سازی و چکیده که آنها را ایجاد می کنند، در دسترس است.